# Darwinella
Darwinella é um gênero de esponja marinha da família Darwinellidae.

## Espécies
- Darwinella aurea (Lendenfeld, 1889)
- Darwinella australiensis Carter, 1885
- Darwinella corneostellata (Carter, 1872)
- Darwinella dalmatica Topsent, 1905
- Darwinella duplex Topsent, 1905
- Darwinella gardineri Topsent, 1905
- Darwinella intermedia Topsent, 1893
- Darwinella muelleri (Schultze, 1865)
- Darwinella oxeata Bergquist, 1961
- Darwinella rosacea Hechtel, 1965
- Darwinella simplex Topsent, 1892
- Darwinella tango (Poiner & Taylor, 1990)
- Darwinella viscosa Boury-Esnault, 1971
- Darwinella warreni Topsent, 1905